# Akanbe

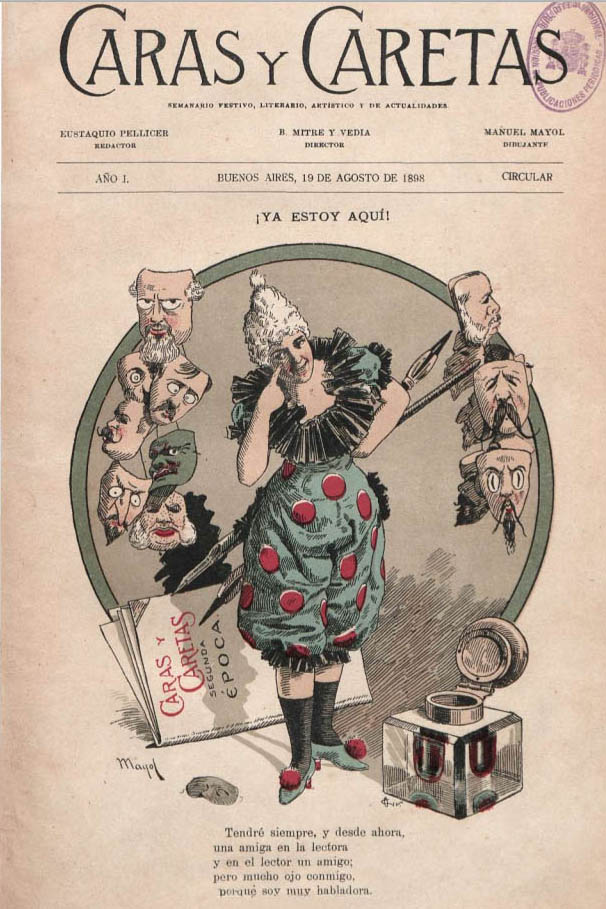
« mon œil » féminin sur la couverture d'un n° de 1898 du Caras y Caretas, hebdomadaire satirique espagol.

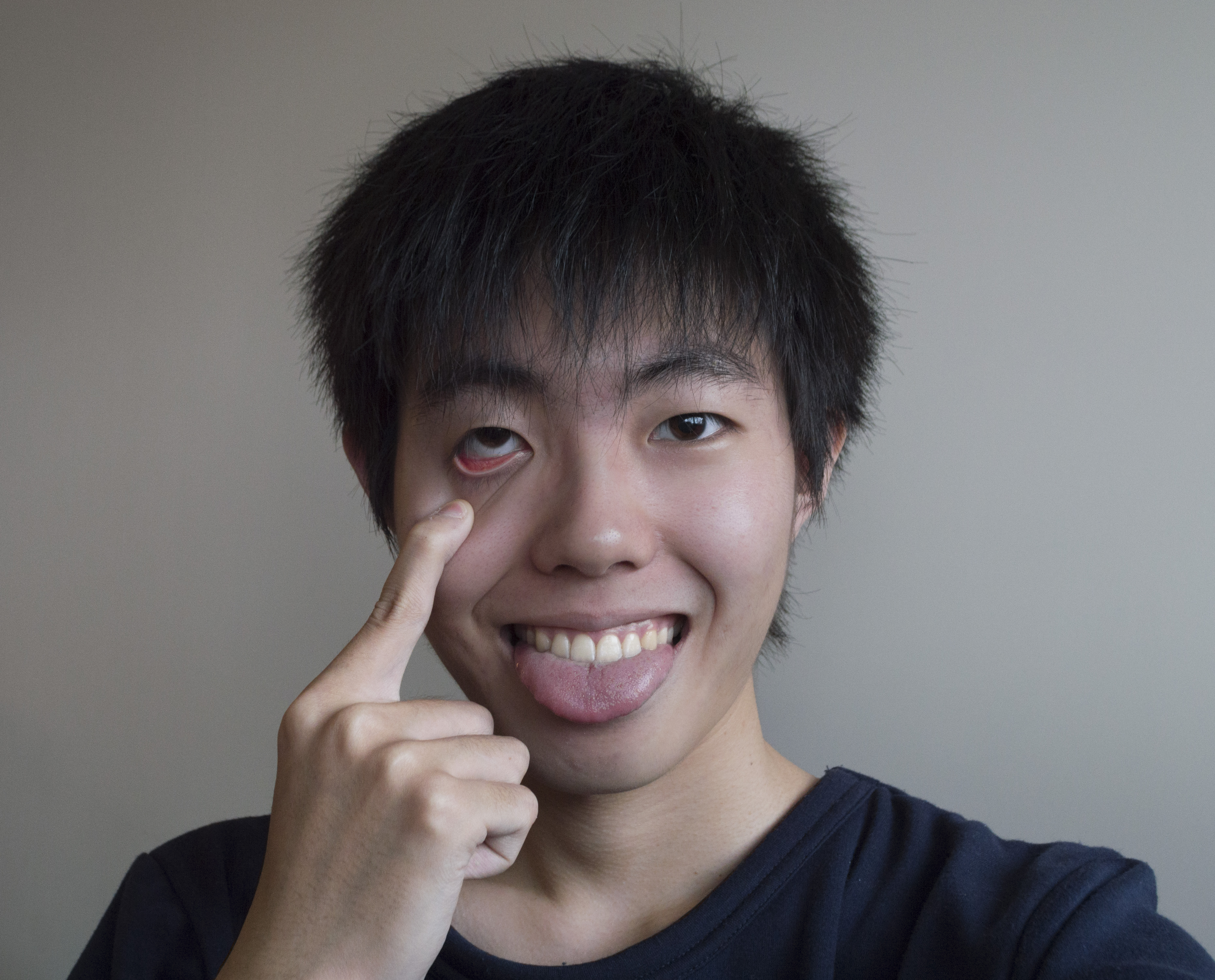
Exemple d’akanbe.

L'akanbe (あかんべえ) est un geste utilisé au Japon qui consiste à tirer la langue et le bas de sa paupière inférieure (comme pour dire « mon œil ») en regardant une personne afin de la narguer.